# Отигошће (Фојница)
Отигошће је насељено место у Босни и Херцеговини у општини Фојница. Административно припада Федерацији Босне и Херцеговине, односно њеном Средњобосанском кантону. Према попису становништва из 2013. у насељу је било 165 становника, а већинску популацију чинили су Хрвати.

## Становништво
По последњем службеном попису становништва из 2013. године у овом насељу живело је 165 становника, а село је било етнички хомогено са већинском хрватском популацијом.
| Националност | 2013. | 1991.        | 1981.        | 1971.        |
| Бошњаци      | —     | 31 (9,39%)   | 35 (9,40%)   | 32 (8,76%)   |
| Хрвати       | —     | 292 (88,48%) | 327 (87,90%) | 331 (90,68%) |
| Срби         | —     | 0            | 1 (0,26%)    | 1 (0,27%)    |
| Југословени  | —     | 0            | 9 (2,41%)    | 0            |
| остали       | —     | 7 (2,12%)    | 0            | 1 (0,27%)    |
| Укупно       | 165   | 330          | 372          | 365          |